# Flavor of kiss
「Flavor of kiss」（フレイバーオブキス）は、AAAの48枚目のシングル。2015年6月24日にavex traxから発売された。

## 概要
- 前作「アシタノヒカリ」から約1か月ぶりの発売となる。
- シングル曲では初となる與からの歌い出し。
- CD盤、ミュージックカード盤の2形態で発売。
- CD盤には世界初となる「AR技術による3Dキャプチャードール」が封入される。
- mu-mo盤ではLIVE応募チケット付き。7か月連続シングルリリース企画で、全シングルを買うと同年9月13日・14日に行われた『AAA10周年スペシャルLIVEイベント』へ参加出来るLIVE応募チケット付きであった。
- 2015年9月のデビュー10周年に向かって、10周年イヤーを飾る7か月連続シングルリリース企画の第6弾でディスコティックなソウルフレイバーが映えるダンスチューン。
- 7か月連続シングルリリース企画の対象となっている「I'll be there」から「LOVER」のジャケットを全て並べるとATTACK ALL AROUND（アタック・オール・アラウンド）の文字が出てくる仕掛けとなっている。CDの帯も同様な仕掛けがある。

## 収録曲

### CD
1. Flavor of kiss [4:29]
（作詞：溝口貴紀・Mitsuhiro Hidaka / Rap詞：Mitsuhiro Hidaka / 作曲：SiZK・Stephen McNair）
グリコ 『セブンティーンアイス』 キャンペーンソング
全道ネッツトヨタ店『北海道限定RAV4特別仕様車』CMソング
2. Flavor of kiss（Instrumental）[4:27]

### ミュージックカード
1. Flavor of kiss